# Le Père Goriot (bande dessinée)
Pour les articles homonymes, voir Le Père Goriot (homonymie).
 (mars 2025).
Le Père Goriot est un album de bande dessinée adapté du roman éponyme d'Honoré de Balzac.
- Scénario : Philippe Thirault et Thierry Lamy
- Dessin : Bruno Duhamel

## Publication
- Delcourt (Collection Ex-Libris) 93 p. 2009  (ISBN 978-2-75603-281-8)